# 克里斯托弗·亨希尔伍德
克里斯托弗·亨希尔伍德是一位南非考古学家，卑尔根大学和金山大學教授，知名于对布隆伯斯洞窟的考古发掘
。